# Frifot
Frifot – to szwedzki folkowy zespół muzyczny (albo też folkowe trio muzyczne) powstały w 1987 roku. Na przestrzeni lat każdy z członków zespołu kontynuował swoją karierę artystyczną niezależnie od zespołu nagrywając także płyty solowe i z innymi zespołami, jednakże Frifot nigdy nie zaprzestał swojej artystycznej działalności.
Trio odwiedziło już w ramach swoich tras koncertowych wiele europejskich krajów (w tym Polskę), a także było w Japonii, Stanach Zjednoczonych i Indiach. Płyta Sluring otrzymała nagrodę Grammis (szwedzki ekwiwalent Nagrody Grammy) za najlepszą płytę folkową w roku 2003.

## Członkowie
- Ale Möller – mandola, flety, harfa, śpiew,
- Per Gudmundson – skrzypce, szwedzkie dudy, śpiew,
- Lena Willemark – skrzypce, flety, śpiew.

## Dyskografia
- 1991 – Frifot (Zespół wtedy nazywał się Möller, Willemark & Gudmundson)
- 1996 – Jarven
- 1999 – Summer Song
- 1999 – Frifot
- 2003 – Sluring
- 2007 – Flyt